# Харманлийско македонско благотворително братство
Харманлийското македонско благотворително братство е организация на бежанците от областта Македония, установили се в Харманли.

## История
На Първия македонски конгрес, провел се в София на 19 – 28 март 1895 година, е основана Македонската организация, която бързо започва да образува клонове в цялата страна. Основано е и дружество в Харманли, което участва активно в дейността на Организацията. На Шестия конгрес от 1 до 5 май 1899 година делегат е Полихрон Нейчев, на Седмия конгрес от 30 юли до 5 август 1900 година делегати са Петър Митев и Ангел Чалъков и на Осмия конгрес от 4 до 7 април 1901 година делегати са Александър Димитров и Костадин Грозев.
След Първата световна война дружеството е възстановено като благотворително братство, част от Съюза на македонските емигрантски организации. В началото на 1925 година братството си избира ново ръководство в състав Светозар Хаджииванов (председател), Методи Томов (подпредседател), Данаил Попов (секретар) и съветници Алекси Везиров и Иван Билянов.